# Relais 4 × 100 mètres féminin aux championnats du monde d'athlétisme 1995
Navigation
Stuttgart 1993 Athènes 1997
L'épreuve du relais 4 × 100 mètres féminin des championnats du monde d'athlétisme 1995 s'est déroulée les 12 et 13 août 1995 à l'Ullevi Stadion de Göteborg, en Suède. Elle est remportée par l'équipe des États-Unis (Celena Mondie-Milner, Carlette Guidry, Chryste Gaines et Gwen Torrence).

## Résultats

### Finale
| Rang               | Pays       | Athlètes                                                                   | Temps   | Notes |
| ------------------ | ---------- | -------------------------------------------------------------------------- | ------- | ----- |
| Médaille d'or      | États-Unis | Celena Mondie-Milner Carlette Guidry Chryste Gaines Gwen Torrence          | 42 s 12 |       |
| Médaille d'argent  | Jamaïque   | Dahlia Duhaney Juliet Cuthbert Beverly McDonald Merlene Ottey              | 42 s 25 |       |
| Médaille de bronze | Allemagne  | Melanie Paschke Silke Lichtenhagen Silke-Beate Knoll Gabriele Becker       | 43 s 01 |       |
| 4                  | Bahamas    | Eldece Clarke-Lewis Debbie Ferguson Sevatheda Fynes Pauline Davis-Thompson | 43 s 14 |       |
| 5                  | France     | Odile Singa Frédérique Bangué Patricia Girard Delphine Combe               | 43 s 35 |       |
| 6                  | Finlande   | Jutta Kemila Sanna Hernesniemi-Kyllönen Heidi Suomi Heli Koivula           | 44 s 46 |       |
| 7                  | Colombie   | Elia Manuela Mera Felipa Palacios Patricia Rodríguez Mirtha Brock          | 44 s 61 |       |
| 8                  | Russie     | Natalya Voronova Galina Malchugina Marina Trandenkova Yekaterina Leshchova | DNF     |       |

## Légende
Records et Performances
- AR : Record continental (area record)
- CR : Record des championnats (championship record)
- MR : Record du meeting (meet record)
- NR : Record national (national record)
- OR : Record olympique (olympic record)
- PR : Record paralympique (paralympic record)
- PB : Record personnel (personal best)
- SB : Meilleure performance personnelle de la saison (season's best)
- WL : Meilleure performance mondiale de l'année (world leader)
- WJR : Record du monde junior (world junior record)
- WR : Record du monde (world record)

Circonstances et Conditions
- DNF : N'a pas terminé (did not finish)
- DNS : N'a pas pris le départ (did not start)
- DQ : Disqualification (disqualification)
- NM : Aucun essai valable enregistré (No Mark)
- Q : Qualifié « directement » au prochain tour (ou à la prochaine compétition), lors d'une compétition majeure, grâce au classement ou à la réalisation des minima (automatic qualifier)
- q : Qualifié au prochain tour (ou à la prochaine compétition), lors d'une compétition majeure, grâce au repêchage ou à la réalisation de l'une des meilleures performances parmi celles des « non qualifiés directement » (grâce au meilleur temps ou à la meilleure distance par exemple) (secondary qualifier)